# Paul Weier
Paul Weier (Elgg, 3 de diciembre de 1934) es un jinete suizo que compitió en la modalidad de salto ecuestre.
Ganó dos medallas en el Campeonato Europeo de Saltos Ecuestres, plata en 1975 y bronce en 1971. Participó en cuatro Juegos Olímpicos de Verano, entre los años 1960 y 1972, ocupando el sexto lugar en México 1968 y el quinto en Múnich 1972, en la prueba por equipos.

## Palmarés internacional
| Campeonato Europeo | Campeonato Europeo | Campeonato Europeo | Campeonato Europeo |
| Año                | Lugar              | Medalla            | Categoría          |
| ------------------ | ------------------ | ------------------ | ------------------ |
| 1971               | Aquisgrán (RFA)    | Medalla de bronce  | Individual         |
| 1975               | Múnich (RFA)       | Medalla de plata   | Por equipos        |